# Energomontaža Beograd
Energomontaža Beograd (code BELEX : EGMN) est une entreprise serbe qui a son siège social à Belgrade, la capitale de la Serbie. Elle travaille dans le domaine de la construction. Elle entre dans la composition du BELEXline, l'un des indices principaux de la Bourse de Belgrade.

## Histoire
Energomontaža Beograd a été admise au marché non réglementé de la Bourse de Belgrade le 31 juillet 2007.

## Activités
Energomontaža Beograd est une entreprise qui travaille dans la construction. Elle est spécialisée dans la réalisation d'installations dans les domaines de l'énergie et des télécommunications, en Serbie et dans l'Europe du Sud-est. Elle propose l'installation de lignes à haute tension, notamment avec les technologies OGPW (Optical fiber composite overhead ground wire) et OHTL, la construction de postes électriques et des installations électriques industrielles. Dans le domaine des télécommunications, elle réalise des réseaux câblés, des lignes coaxiales et des câbles optiques. Elle est également spécialisée dans le domaine des constructions et équipements métalliques.

## Données boursières
Le 1er avril 2013, l'action de Energomontaža Beograd valait 3 900 RSD (34,95 EUR). Elle a connu son cours le plus élevé, soit 27 000 RSD (242,02 EUR), le 26 octobre 2007 et son cours le plus bas, soit 2 550 RSD (22,85 EUR), le 17 février 2011.
Le capital de Energomontaža Beograd est détenu à hauteur de 84,43 % par des entités juridiques, dont 82,79 % par la société serbe Kodar inženjering d.o.o. ; les personnes physiques en détiennent 13,65 % .